# De San Juan Roja
De San Juan Roja es el nombre de una variedad cultivar de manzano (Malus domestica). Esta manzana es originaria de Galicia, está cultivada en la colección de árboles frutales y banco de germoplasma de Mabegondo con el Nº 128; ejemplares procedentes de esquejes localizados en Santa Eulalia de Senra, parroquia del municipio de Oroso (La Coruña).

## Sinónimos
- "Manzana De San Juan Roja",[4][5]
- "Maceira De San Juan Roja".

## Características
El manzano de la variedad 'De San Juan Roja' tiene un vigor vigoroso. Tamaño grande y porte erguido.
Época de inicio de brotación a partir del 28 de marzo y de floración a partir del 19 de abril.
Las hojas tienen una longitud del limbo de tamaño medio, con la máxima anchura del limbo es media. Longitud de las estípulas es corta y la máxima anchura de las estípulas es corta. Denticulación del borde del limbo es ondulado, con la forma del ápice del limbo cuspidado y la forma de la base del limbo es agudo. Con subestípulas presentes.
Sus flores tienen una longitud de los pétalos es larga, con una anchura de los pétalos ancha, disposición de los pétalos en contacto entre sí, con una longitud del pedúnculo media.
La variedad de manzana 'De San Juan Roja' tiene un fruto de tamaño pequeño, de forma globoso-cónica, de color bicolor, con chapa completa, e intensidad fuerte. Epidermis de textura suave, con pruina en su superficie y con presencia de cera débil. Sensibilidad al "russeting" (pardeamiento áspero superficial que presentan algunas variedades) muy poco sensible. Con lenticelas de tamaño pequeño.
Los sépalos están dispuestos de forma variable, y libres en su base; su fosa calicina es profunda y de una anchura ancha. Pedúnculo de grosor grueso y de longitud medio, siendo la cavidad peduncular de una profundidad poco profunda y de anchura media. Con pulpa de color blanca, cuya firmeza es intermedia y su textura intermedia; su jugosidad es intermedia, con sabor de acidez media, y poco aromática.
Época de maduración y recolección desde el 1 de agosto. 'De San Juan Roja' es una manzana que su destino es la conservación de esta variedad en el banco de germoplasma de Mabegondo como reserva genética.

## Susceptibilidades
- Oidio: ataque medio
- Moteado: ataque débil
- Raíces aéreas: no presenta
- Momificado: no presenta
- Pulgón lanígero: no presenta
- Pulgón verde: ataque medio
- Araña roja: no presenta
- Chancro del manzano: ataque débil.[3]